# Sparganothis taracana
Sparganothis taracana es una especie de polilla del género Sparganothis, categorizada en la tribu Sparganothini, de la subfamilia Tortricinae.
Fue descrita por Kearfott en 1907 y publicada en Trans. Am. ent. Soc. 33: 66.

## Distribución
Se distribuye por América del Norte: Estados Unidos, en el estado de Florida, en Hastings, Condado de San Juan.